# Карагач (хребет)
Карагач, Кара-Агач — горный хребет в южной прибрежной части вулканического массива Карадаг Крымских гор. Высота — до 333 м. 

## География

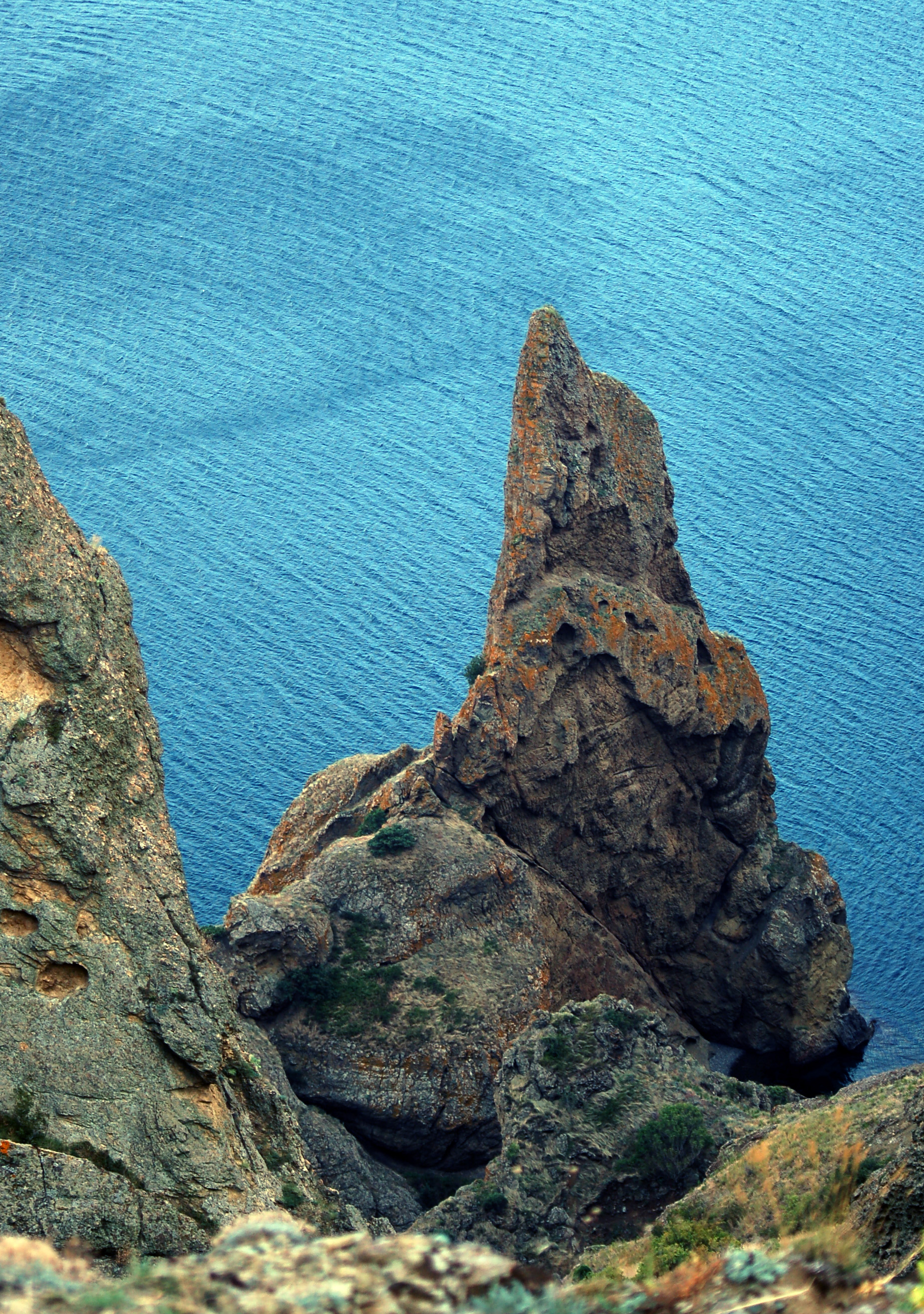
Скала Иван-разбойник в прибрежной зоне хребта

Хребет Карагач расположен восточнее посёлка Курортное и простирается вдоль побережья Чёрного моря, его продолжение на восток имеет название Хоба-Тепе. Представляет из себя остаток потухшего вулкана. Профиль Карагача зубчатый, наивысшие скалы образовывают оригинальные формы выветривания, наиболее известные скалы Король и Королева, скала Левинсона-Лессинга, названная так в честь геолога и петрографа, исследователя Карадага Франца Левинсон-Лессинга, в прибрежной зоне скала Иван-разбойник.
Состоит из туфов и лавы, которые содержат горный хрусталь, сердолик, цеолиты и другие минералы. На склонах хребта шибляк — редколесье из можжевельника высокого, фисташки туполистой, дуба пушистого и остепнённые участки.
Карагач чрезвычайно живописный, воспетый поэтами и художниками, овеян легендами.
Расположен в границах Карадагского природного заповедника. По хребту проходит пешая экологическая тропа, режим посещения в группах с сотрудником заповедника..